# Contes, Alpes-Maritimes
Contes är en kommun i departementet Alpes-Maritimes i regionen Provence-Alpes-Côte d'Azur i sydöstra Frankrike. Kommunen ligger  i kantonen Contes som ligger i arrondissementet Nice. År 2022 hade Contes 7 722 invånare.

## Befolkningsutveckling
Antalet invånare i kommunen Contes
Referens: INSEE

## Galleri

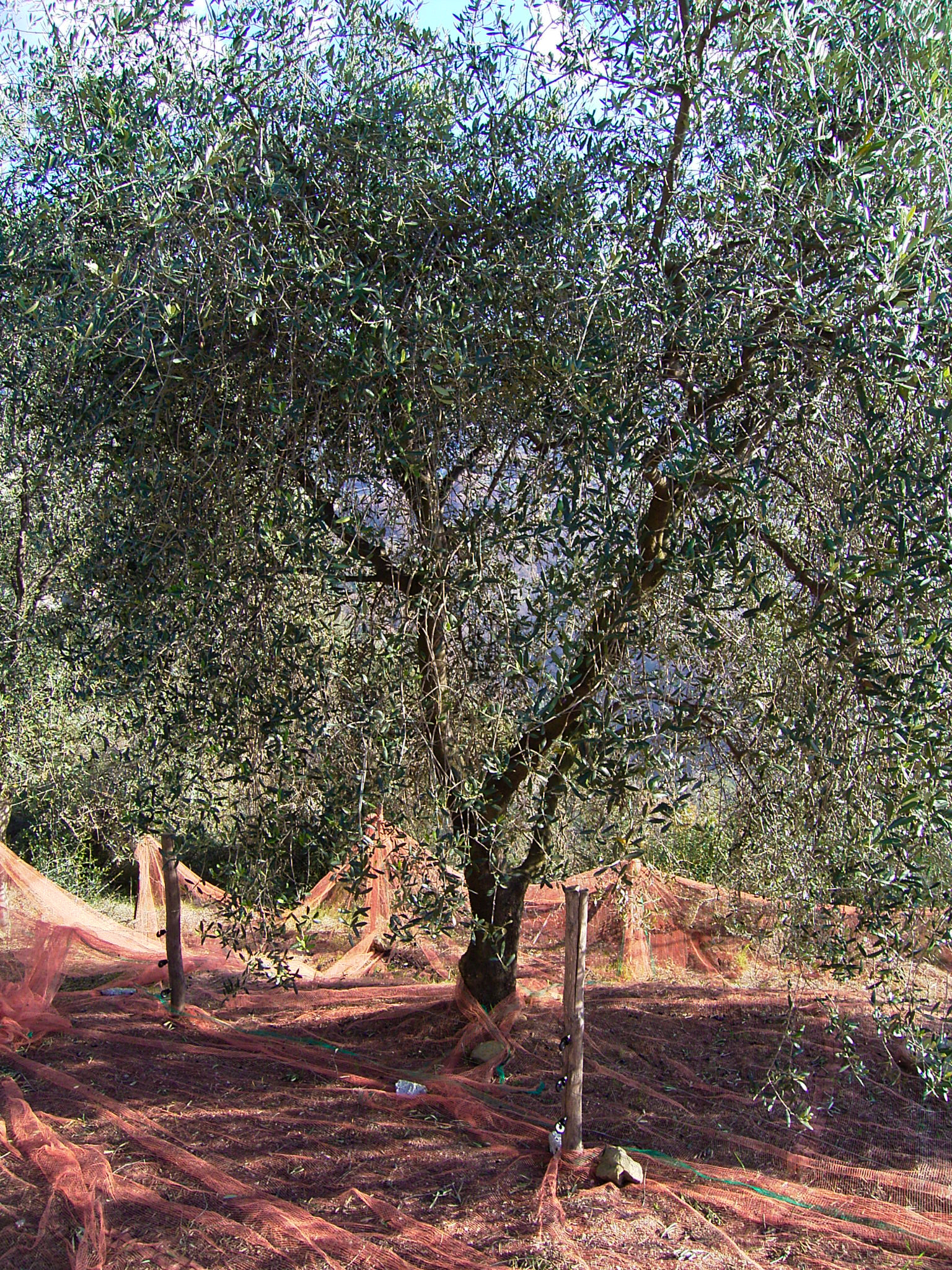
Olivier près de Contes, préparé pour la récolte
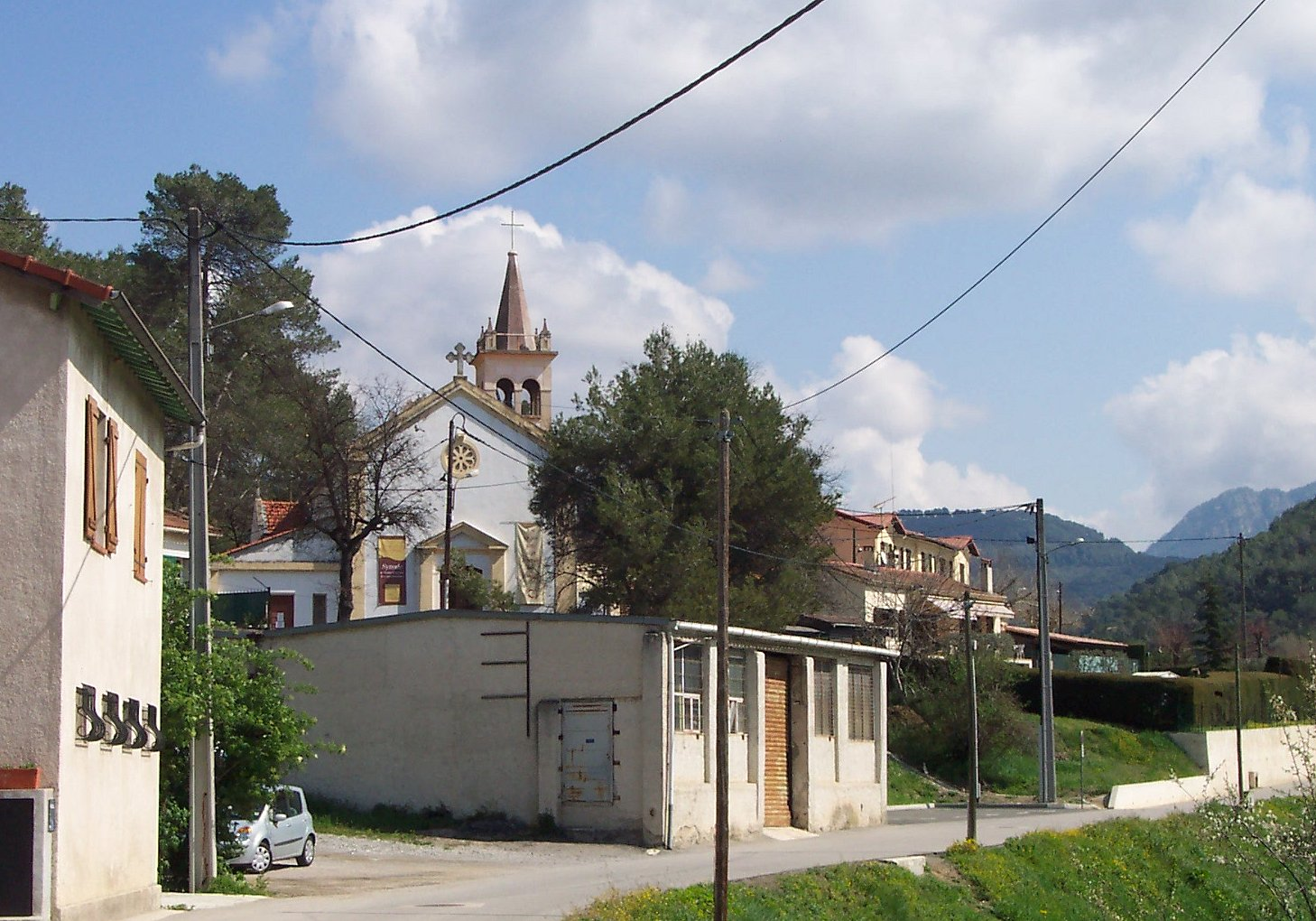
Le hameau de La Pointe
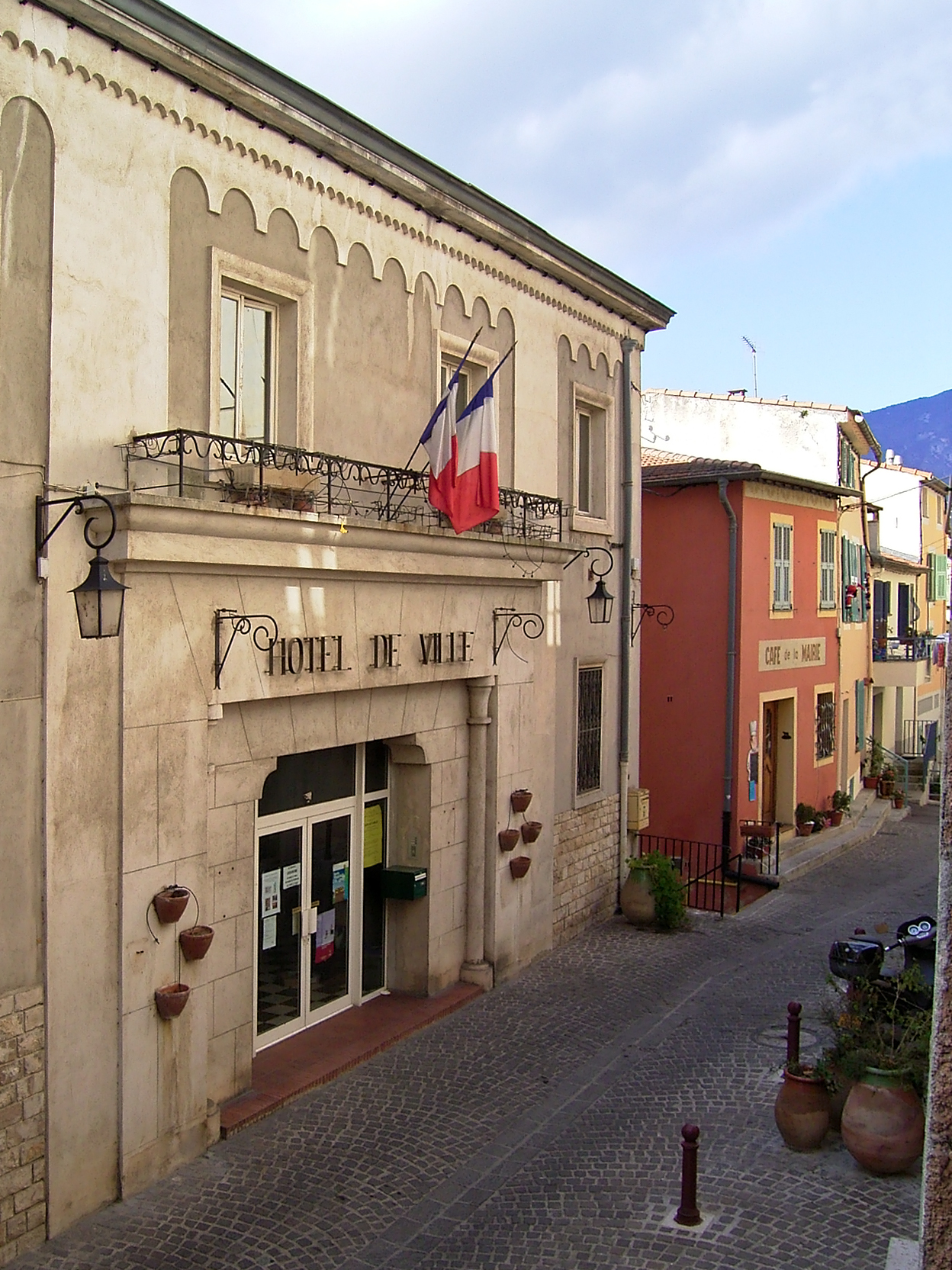
Rådhuset
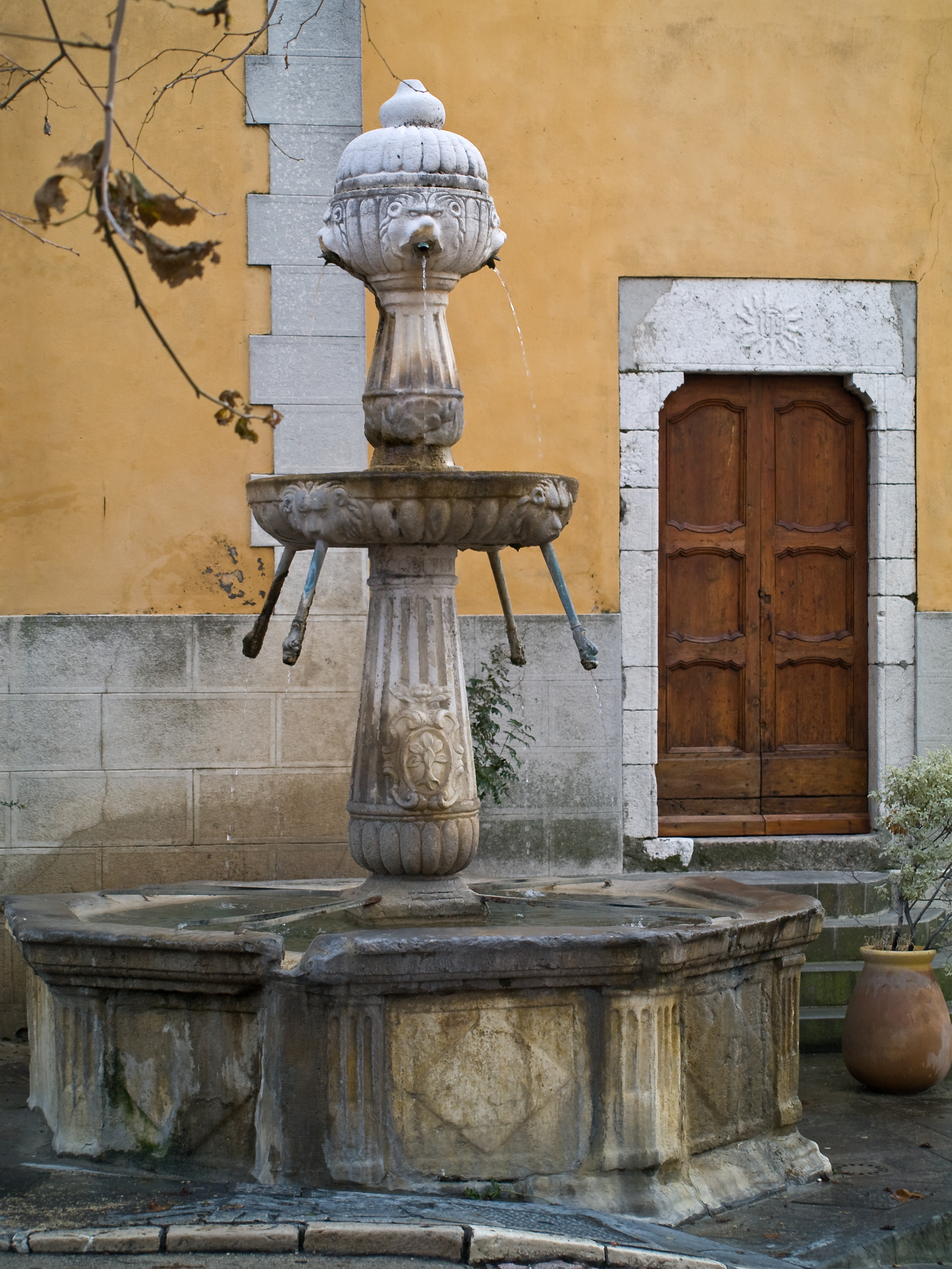